# 訃報 2023年6月
訃報 2023年6月（ふほう 2023ねん6がつ）では、2023年6月に物故した、または物故が報じられた人物についてまとめる。

## 1日 - 15日

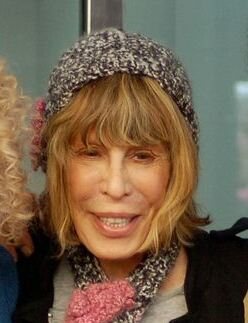
シンシア・ワイル／6月1日没

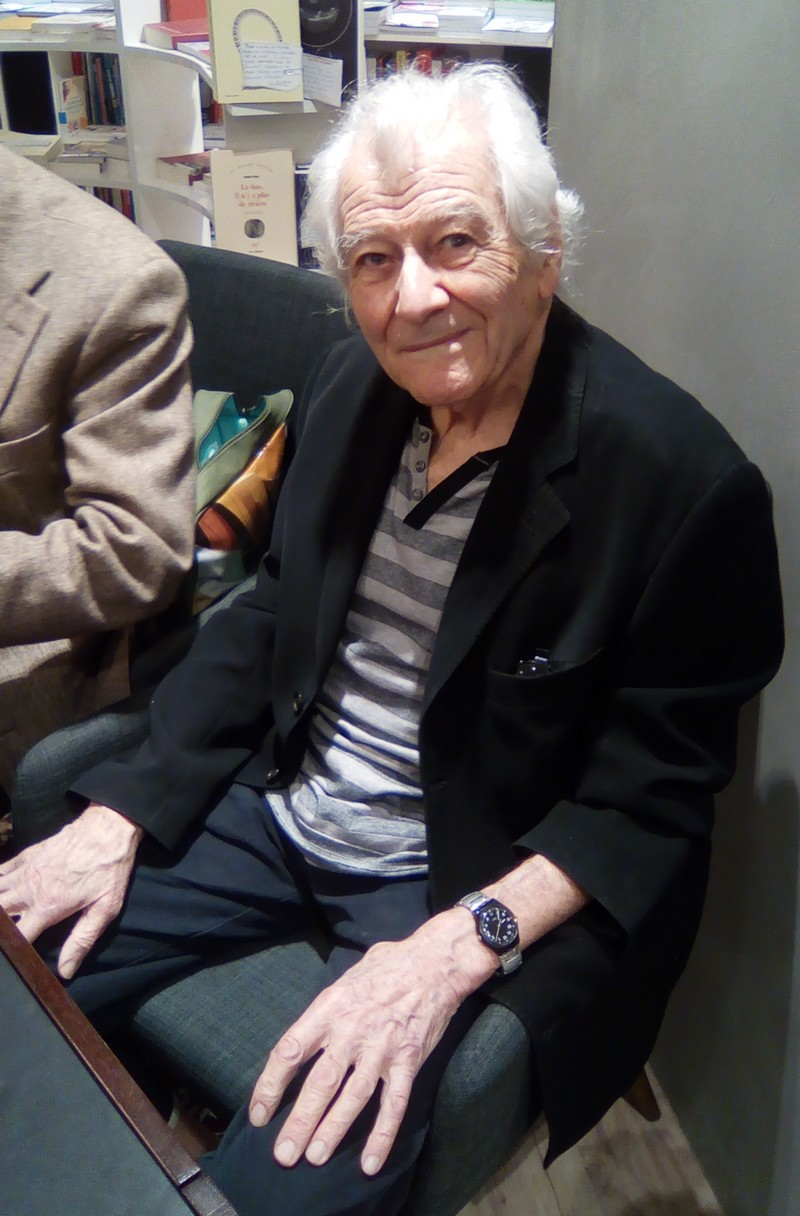
ジャック・ロジエ／6月2日没

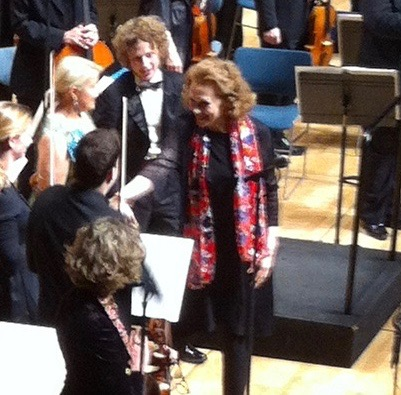
カイヤ・サーリアホ／6月2日没

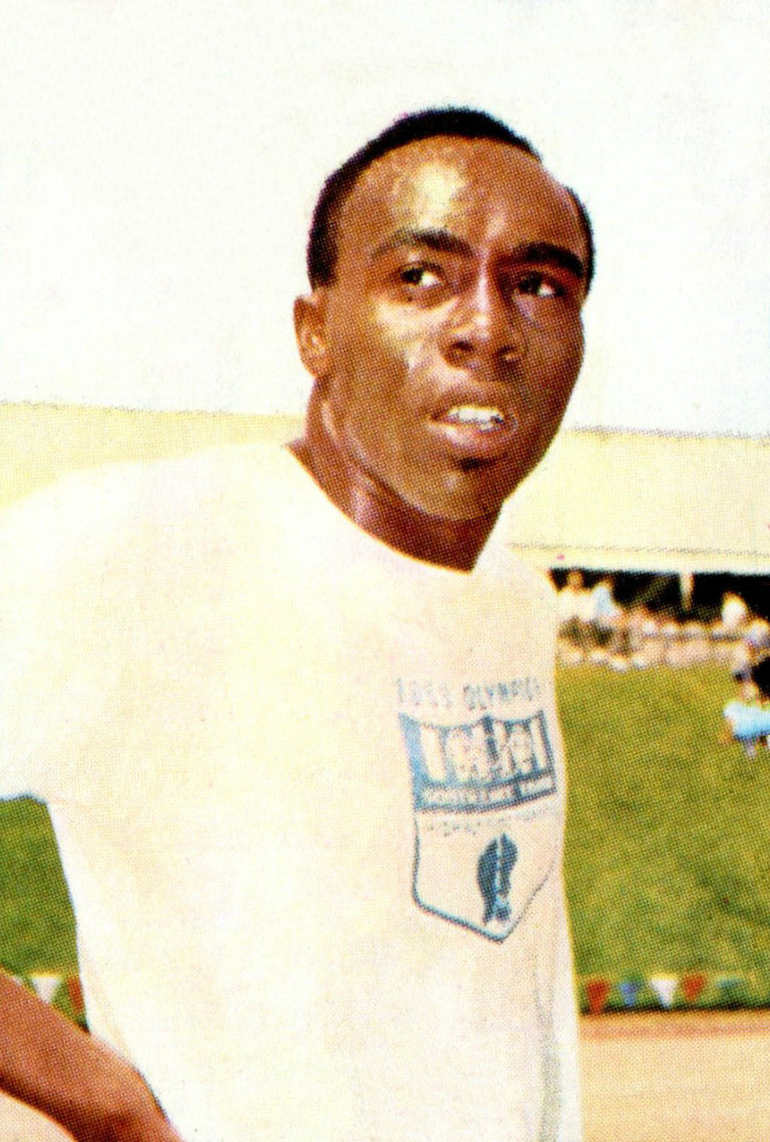
ジム・ハインズ／6月3日没

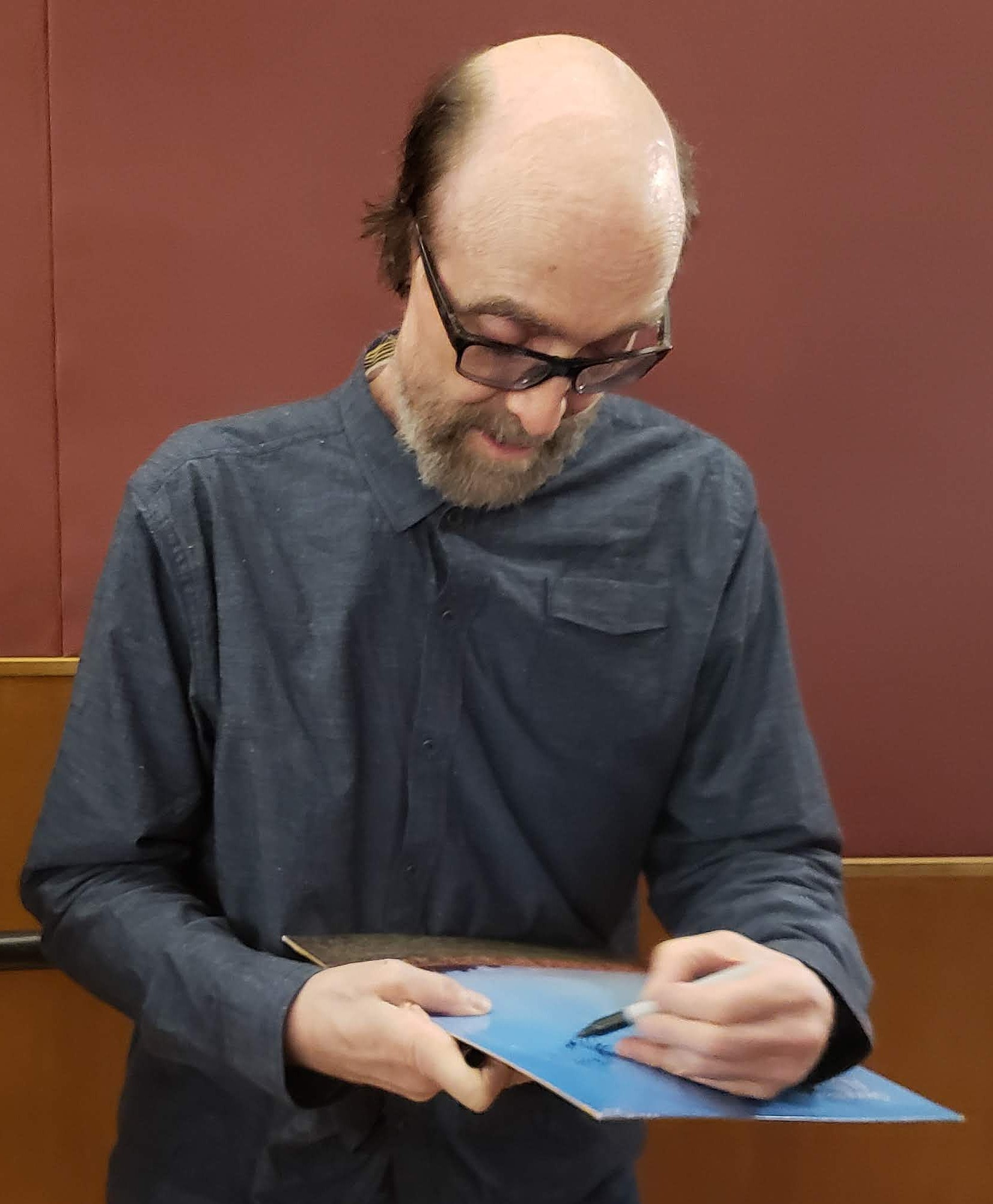
ジョージ・ウィンストン／6月4日没

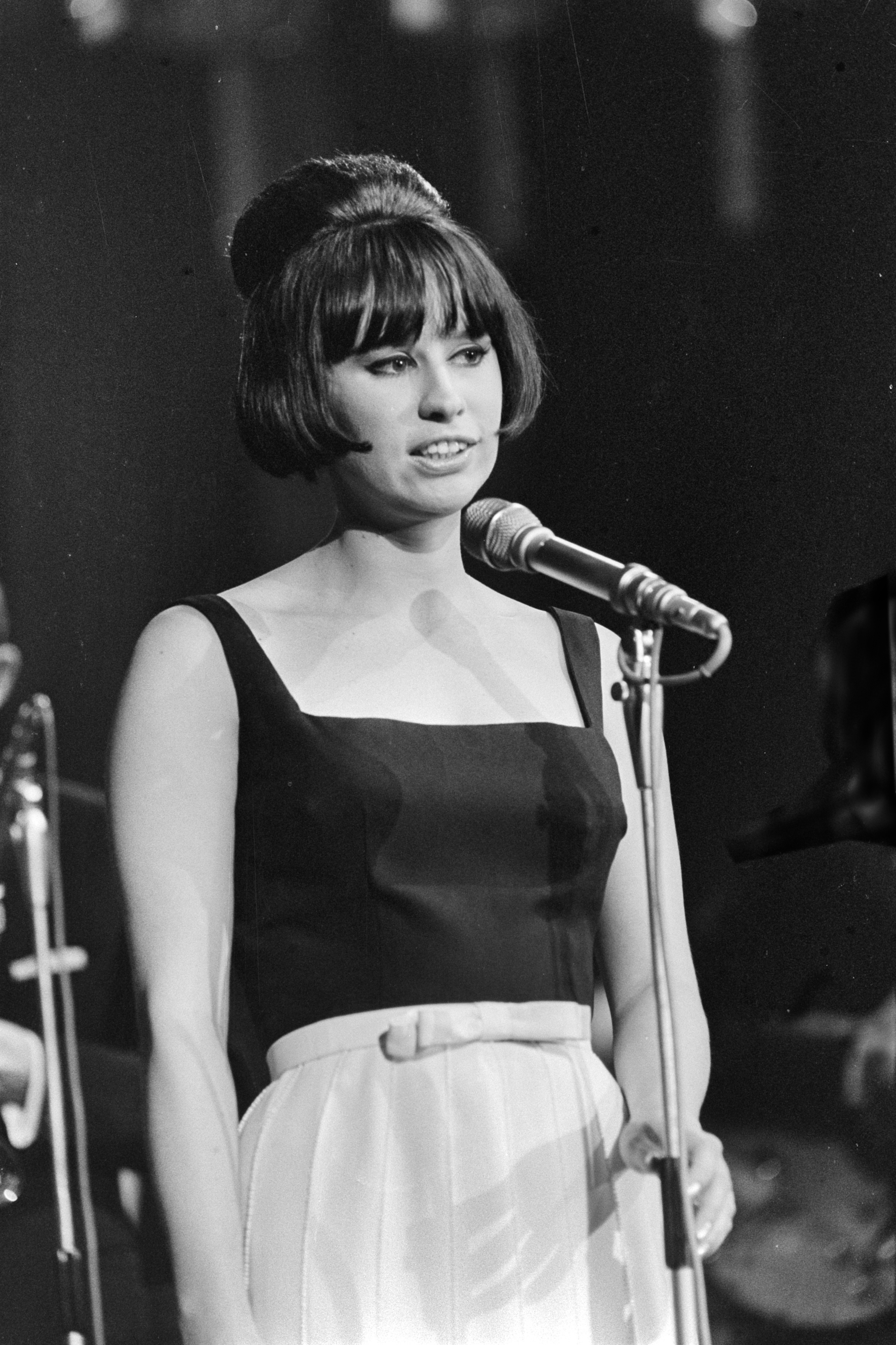
アストラッド・ジルベルト／6月5日没

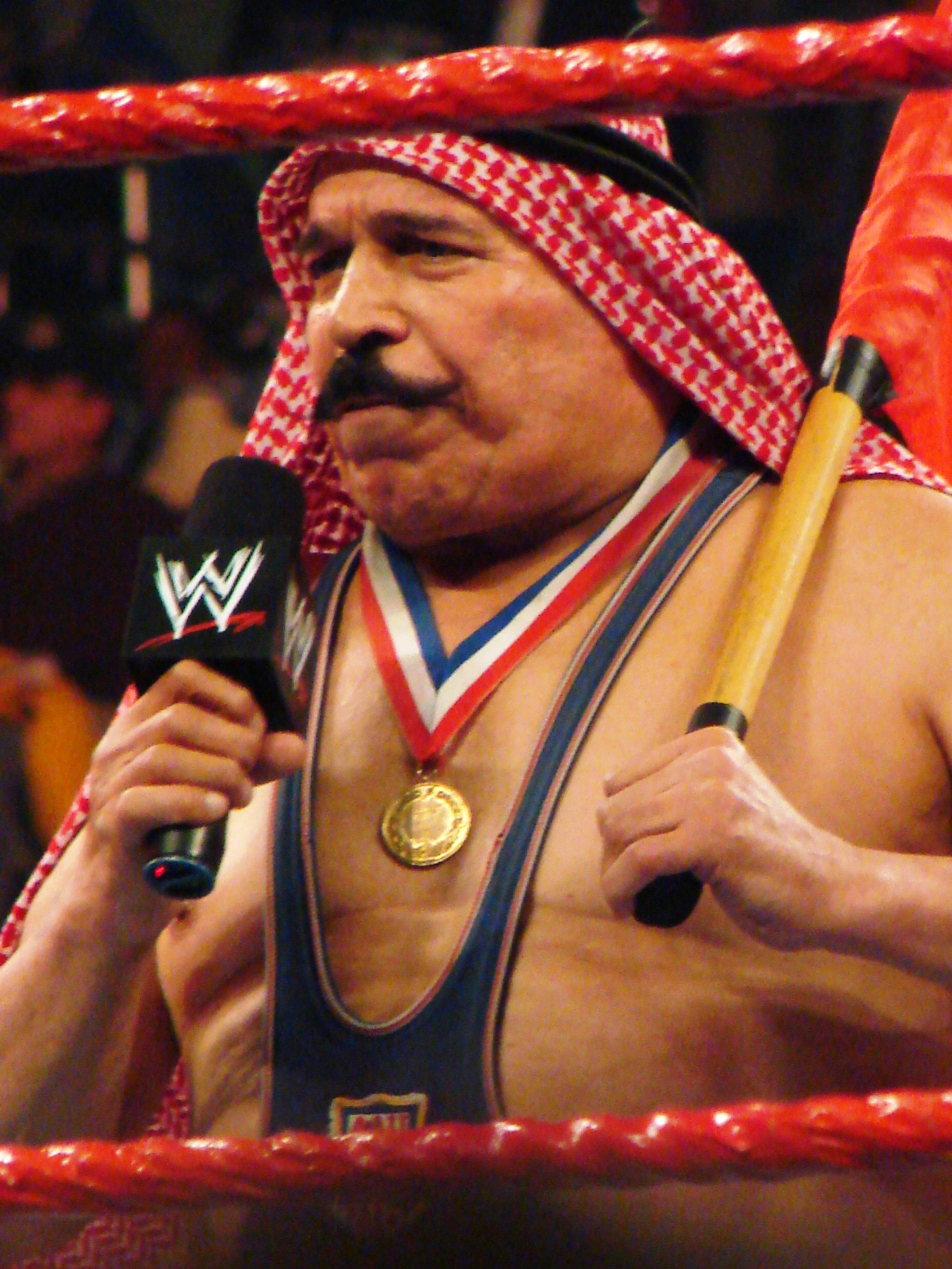
コシロ・バジリ（アイアン・シーク）／6月7日没

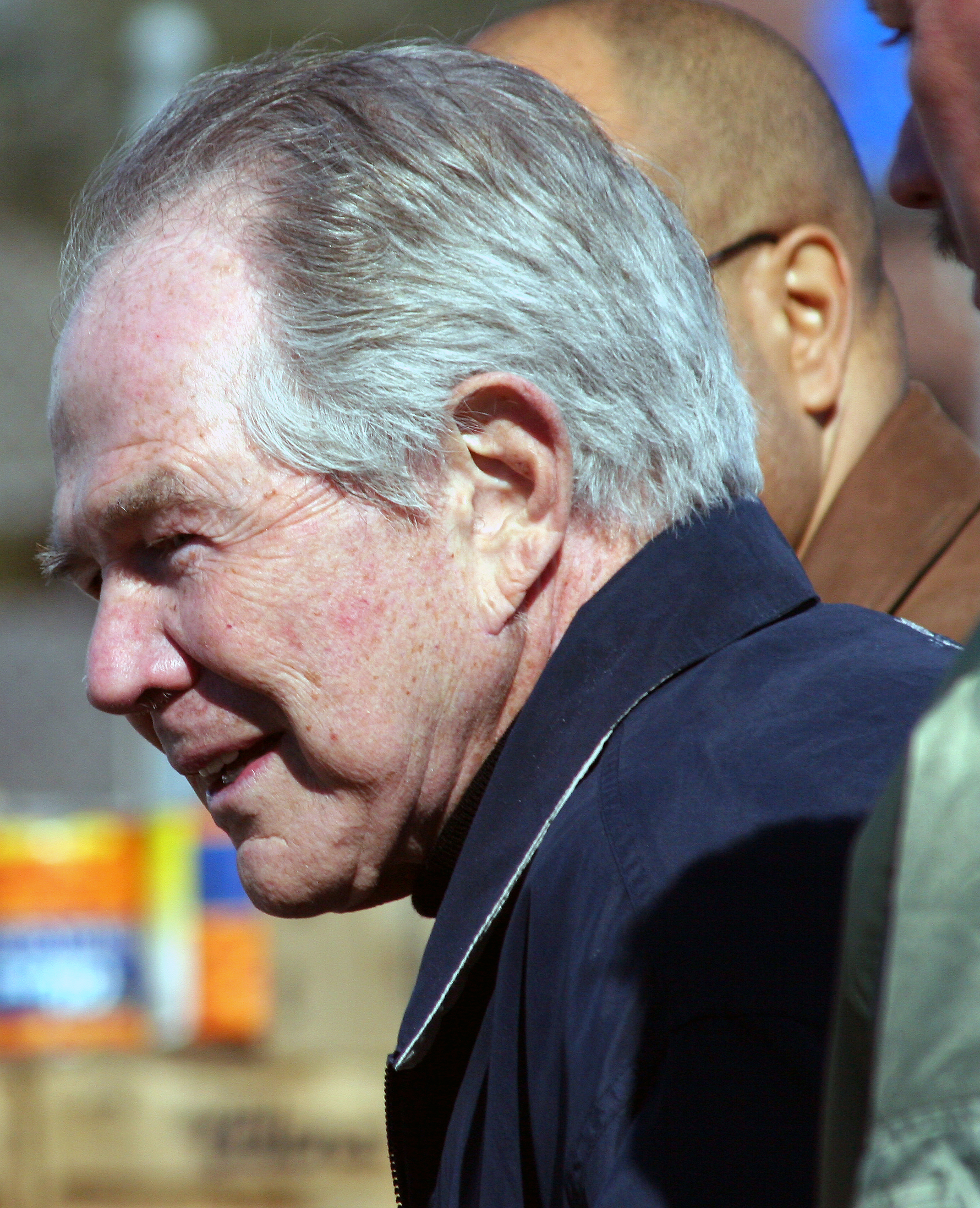
パット・ロバートソン／6月8日没

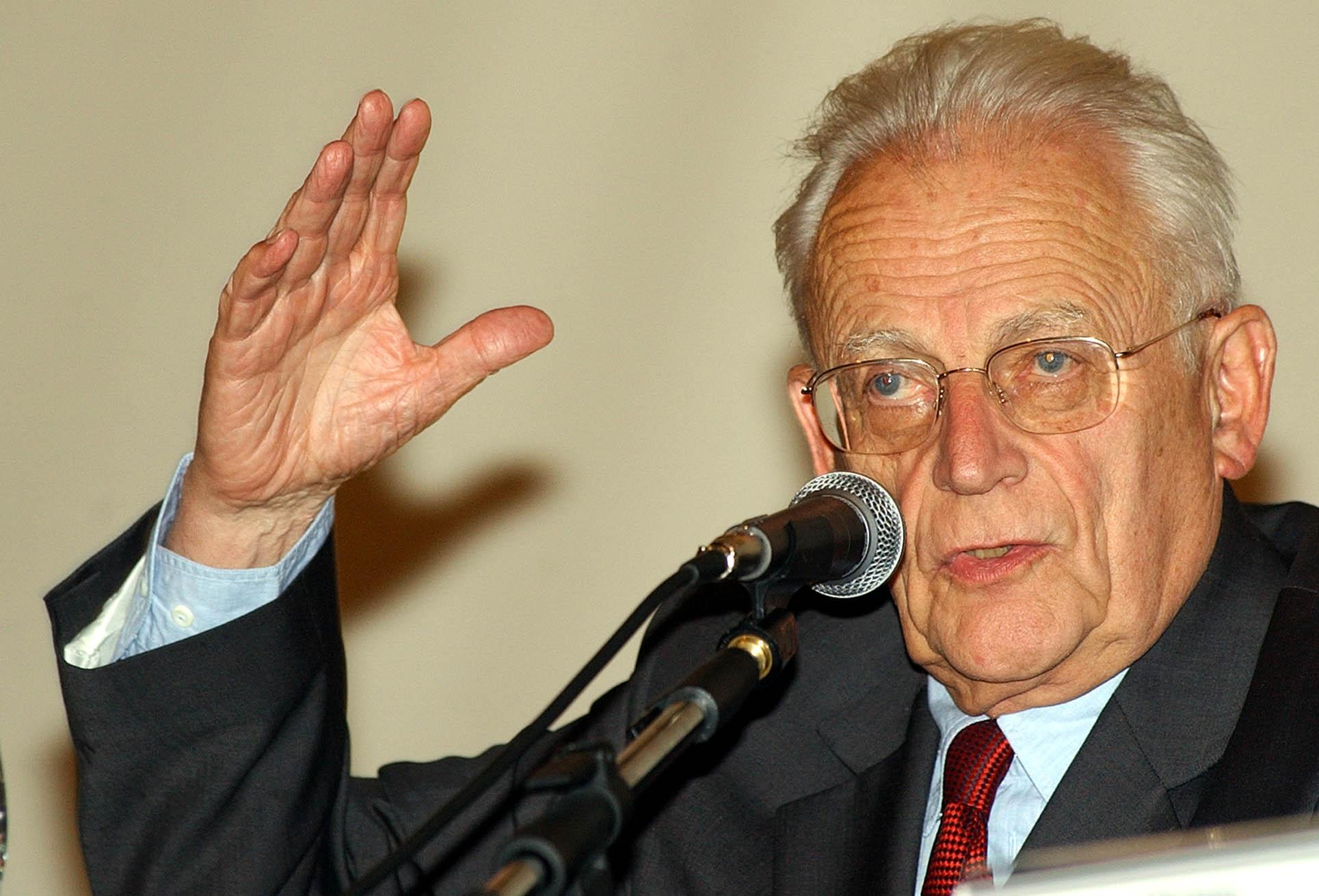
アラン・トゥーレーヌ／6月9日没

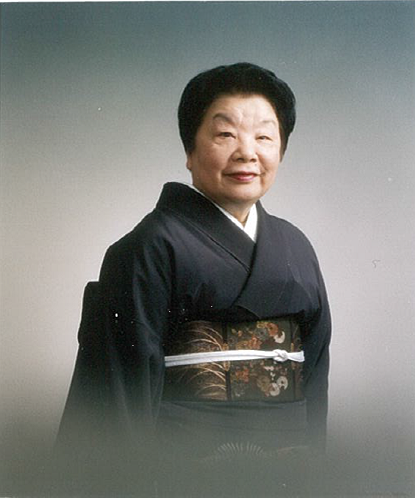
平岩弓枝／6月9日没

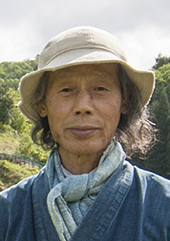
川口由一／6月9日没

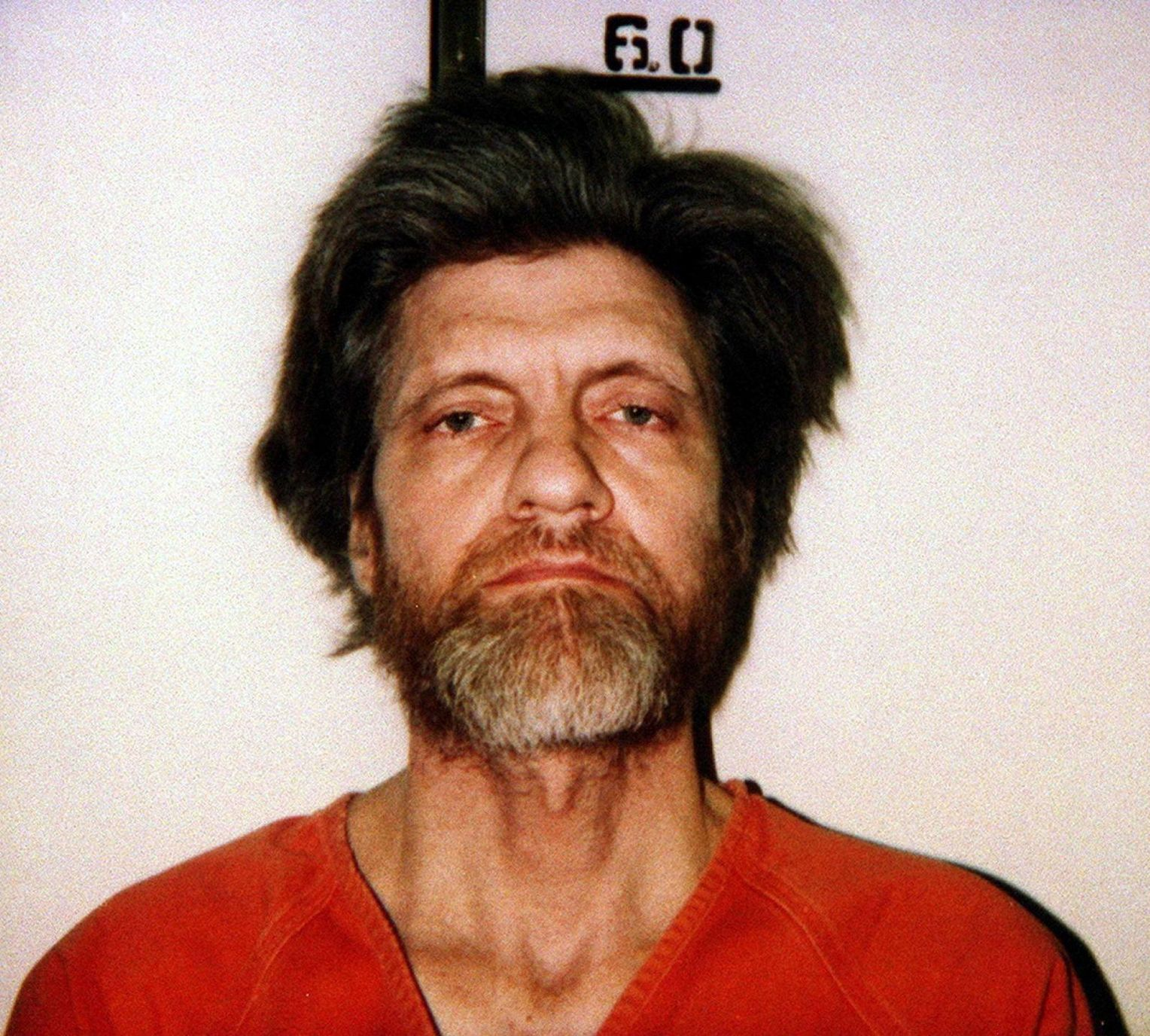
セオドア・カジンスキー／6月10日没

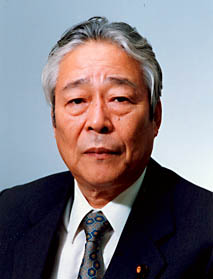
青木幹雄／6月11日没

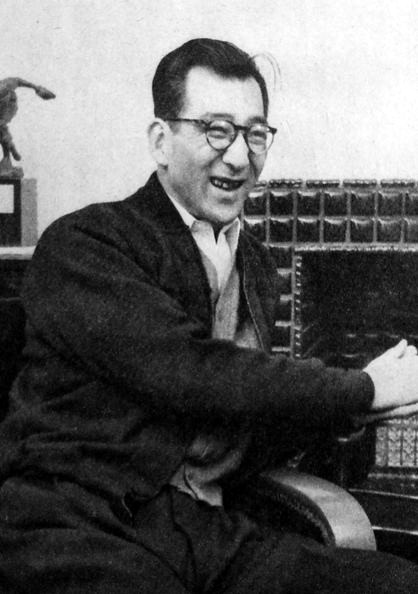
杉下茂／6月12日没

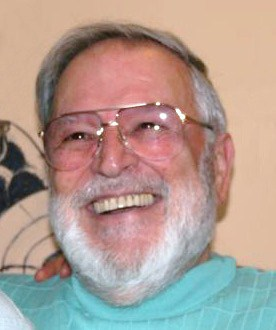
ジョン・ロミータ・Sr／6月12日没

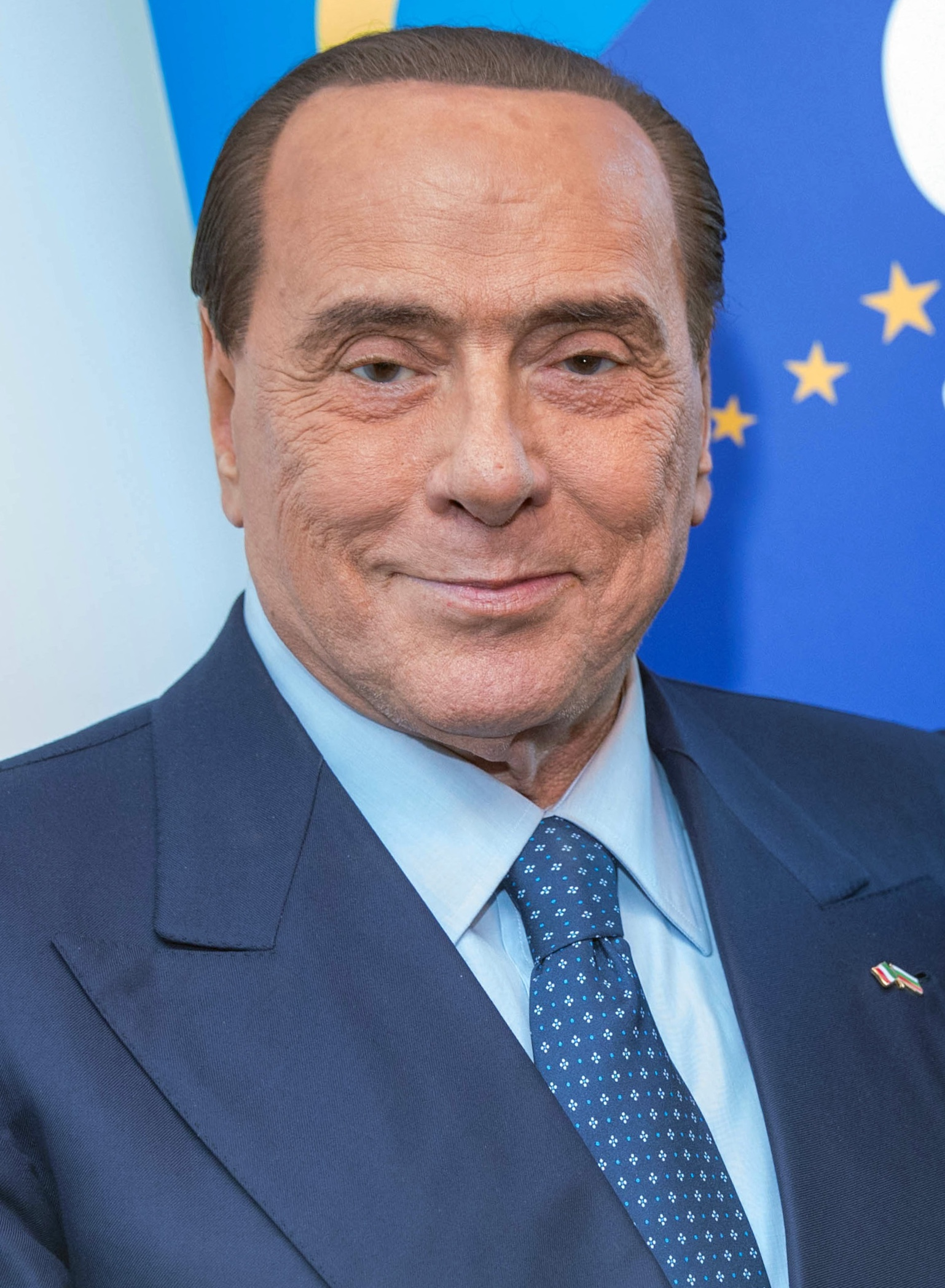
シルヴィオ・ベルルスコーニ／6月12日没

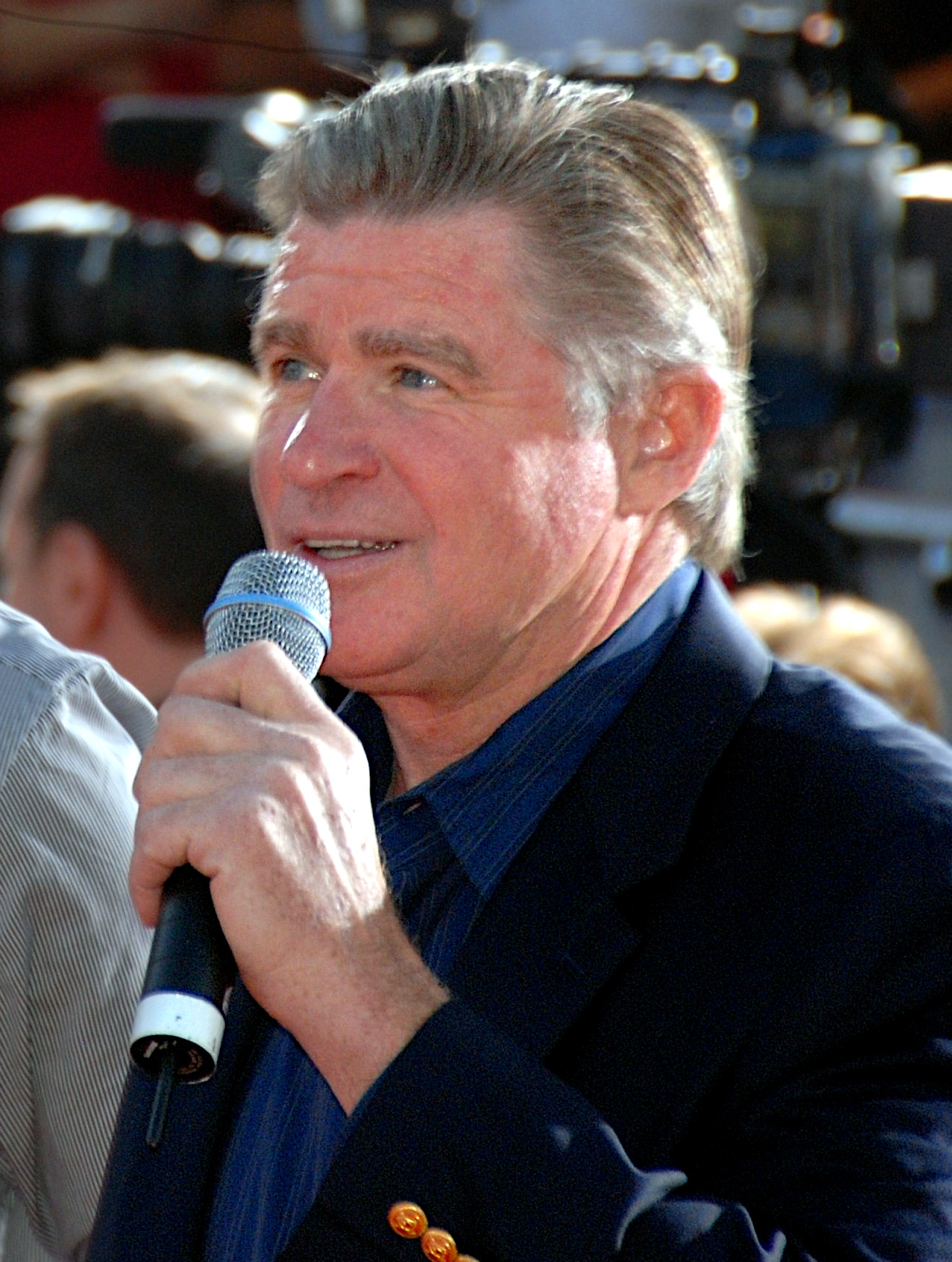
トリート・ウィリアムズ／6月12日没

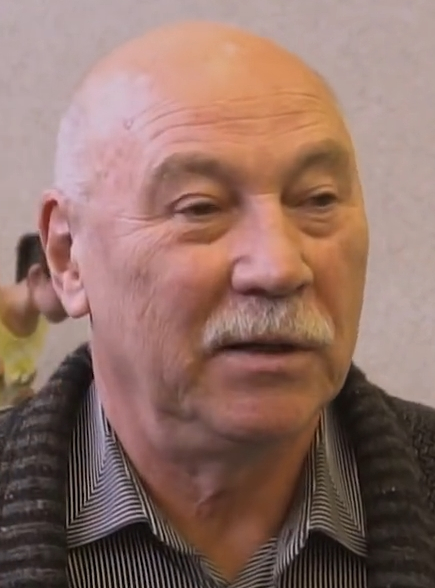
ビャチェスラフ・ザイツェフ／6月12日没

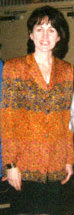
キャロル・H・クラーク／6月12日没

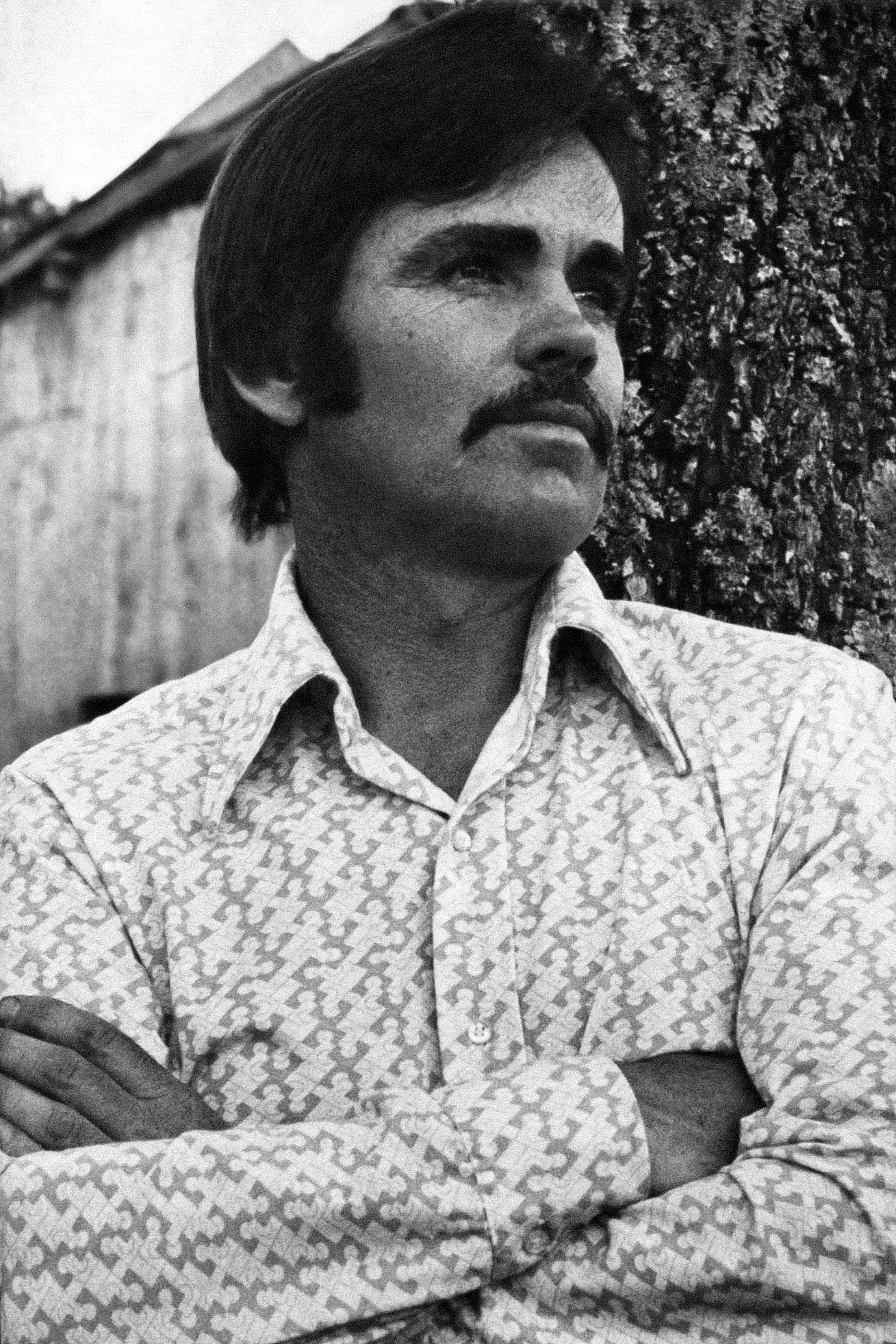
コーマック・マッカーシー／6月13日没

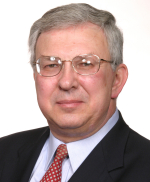
ヘンリー・ペトロスキー／6月14日没

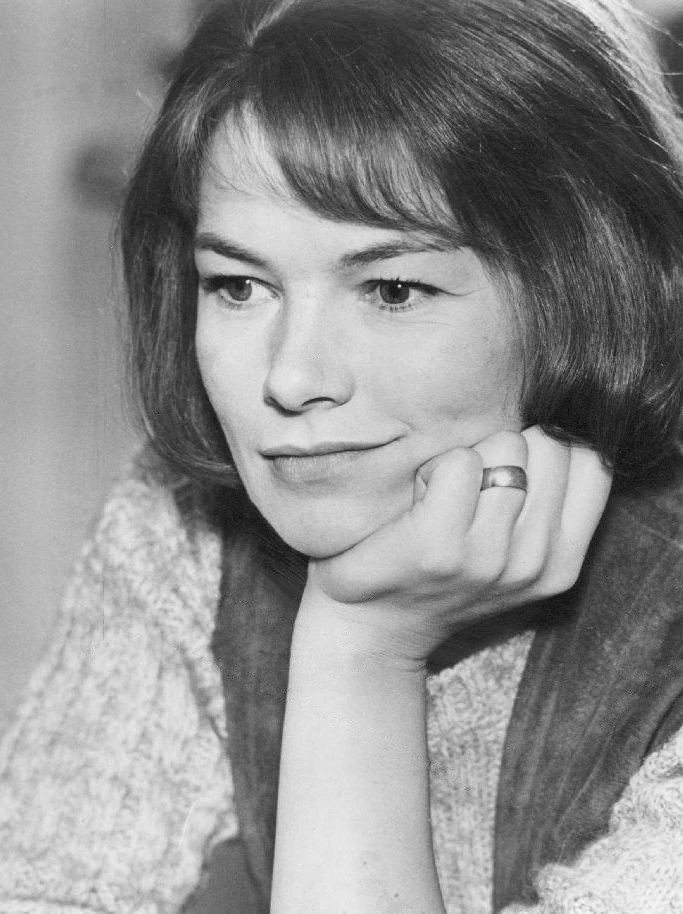
グレンダ・ジャクソン／6月15日没

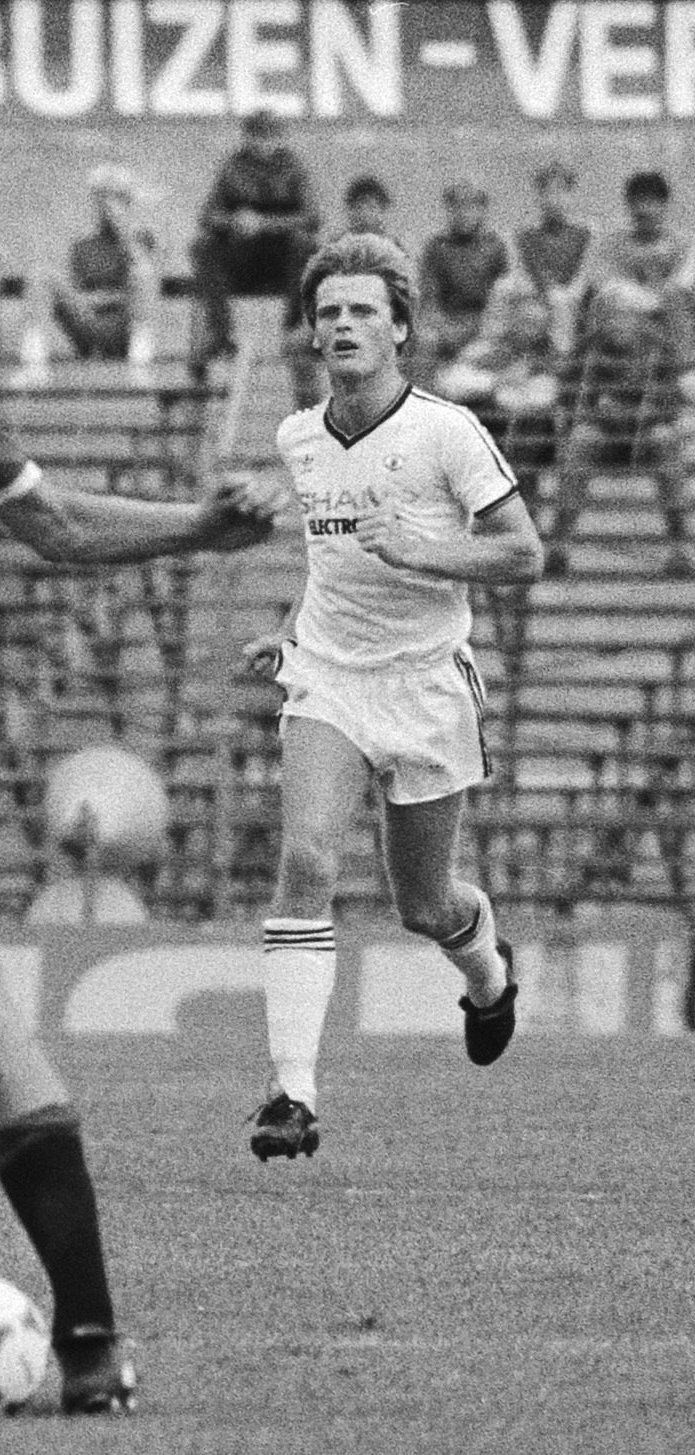
ゴードン・マックイーン／6月15日没

- 6月1日 - ロベール・リゴ（英語版）、フランスの彫刻家（* 1929年）[1]
- 6月1日 - シンシア・ワイル、アメリカ合衆国の作詞家、ソングライター（* 1940年）[2]
- 6月1日 - マルギット・カルステンセン（英語版）、ドイツの女優（* 1940年）[3]
- 6月1日 - 周文耀（中国語版）、香港の実業家、元香港証券取引所総裁（* 1940年）[4]
- 6月1日 - フィリップ・ポゾ・ディ・ボルゴ（英語版）、フランスの実業家、映画『最強のふたり』のモデル（* 1951年）[5]
- 6月1日 - マイク・バタエ（英語版）、アメリカ合衆国の俳優（* 1970年）[6]
- 6月1日 - パチョ・エル・アンティフェカ（英語版）、プエルトリコのラッパー（* 1981年）[7]
- 6月2日 - ジャック・ロジエ、フランスの映画監督（* 1926年）[8]
- 6月2日 - 南行夫、日本の実業家、元中日新聞社相談役、同社東京本社代表（* 1933年?）[9]
- 6月2日 - ハインツ・レレケ、ドイツのゲルマニスト、民俗学者（* 1936年）[10]
- 6月2日 - 髙山由紀子、日本の脚本家（* 1945年[11]）[12]
- 6月2日 - カイヤ・サーリアホ、フィンランドの作曲家（* 1952年）[13]
- 6月3日 - 畠山健治郎、日本の政治家、元秋田県大館市長・衆議院議員【日本社会党・社会民主党所属】（* 1933年）[14]
- 6月3日 - 亀井忠雄、日本の能楽師、人間国宝（* 1941年）[15]
- 6月3日 - コナー・オブライエン（英語版）、アイルランド貴族、第18代インチクィン男爵（* 1943年）[16]
- 6月3日 - ジム・ハインズ、アメリカ合衆国の陸上競技選手、男子100m元世界記録保持者、1968年メキシコシティーオリンピック男子100m金メダリスト（* 1946年）[17]
- 6月4日 - ロジャー・クレイグ（英語版）、アメリカ合衆国の元MLB選手【ブルックリン・ドジャース→ロサンゼルス・ドジャースなどに所属】、元サンディエゴ・パドレス、サンフランシスコ・ジャイアンツ監督（* 1930年）[18]
- 6月4日 - 飯島善、日本の政治家、元茨城県つくばみらい市長（* 1930年）[19]
- 6月4日 - 鈴木仁、日本の医学者、福島県立医科大学名誉教授（* 1940年?）[20]
- 6月4日 - ジョージ・ウィンストン、アメリカ合衆国のピアニスト、作曲家（* 1949年）[21]
- 6月5日 - 志知賢二、日本の実業家、元愛知時計電機社長（* 1930年?）[22]
- 6月5日 - ジョン・モリス（英語版）、イギリスの政治家、貴族院議員（* 1931年）[23]
- 6月5日 - アストラッド・ジルベルト、ブラジルの歌手（* 1940年）[24]
- 6月5日 - ロバート・ハンセン（英語版）、アメリカ合衆国の元FBI捜査官、ロシアのスパイ、服役囚（* 1944年）[25]
- 6月5日 - アナ・シェイ（英語版）、日本出身のアメリカ合衆国のソーシャライト、リアリティ番組出演者（* 1960年）[26]
- 6月6日 - 陸元九（中国語版）、中華人民共和国の慣性航法装置工学者（* 1920年）[27]
- 6月6日 - フランソワーズ・ジロー（英語版）、フランスの画家（* 1921年）[28]
- 6月6日 - ノリーン・ナッシュ（英語版）、アメリカ合衆国の女優（* 1924年）[29]
- 6月6日 - パット・クーパー（英語版）、アメリカ合衆国の俳優（* 1929年）[30]
- 6月6日 - 亀田弘行、日本の防災学者、京都大学名誉教授（* 1954年）[31]
- 6月6日 - 斉藤昌子、日本の声楽家、女優（* 1946年）[32]
- 6月6日 - 岩崎透、日本の実業家、東山農場会長（* 1950年）[33]
- 6月6日 - マイケル・マクファーレン、イギリスの元陸上競技選手、1988年ソウルオリンピック4x100mリレー銀メダリスト（* 1960年）[34]
- 6月6日 - パット・ケイシー（英語版）、アメリカ合衆国のBMX選手（* 1993年）[35]
- 6月6日 - ツイステン、チェコ出身のプロゲーマー、eスポーツチーム「Vitality」所属（* 2003年）[36]
- 6月7日 - 一色白泉、日本の書家（* 1937年）[37]
- 6月7日 - コシロ・バジリ（アイアン・シーク）、イランの元プロレスラー、WWE殿堂（* 1942年）[38]
- 6月7日 - アイヴァン・メネゼス（英語版）、インド出身のアメリカ合衆国及びイギリスの実業家、ディアジオCEO（* 1959年）[39]
- 6月7日 - 馬韜、中華人民共和国のテレビプロデューサー（* 生年不明）[40]
- 6月8日 - 君島久子、日本の中国文学者、民族学者、国立民族学博物館名誉教授（* 1925年）[41]
- 6月8日 - パット・ロバートソン、アメリカ合衆国のキリスト教テレビ伝道師（* 1930年）[42]
- 6月8日 - レナート・ロンゴ（英語版）、イタリアの元シクロクロスレーサー、国際自転車競技連合殿堂（英語版）（* 1937年）[43]
- 6月8日 - ヌグロホ・ウィスナムルティ（英語版）、インドネシアの外交官、元国際連合安全保障理事会議長（* 1940年）[44]
- 6月8日 - ドミンゴ・ペルレナ（英語版）、スペインの元自転車競技選手（* 1943年）[45]
- 6月8日 - ジュリー・ガーウッド、アメリカ合衆国の小説家（* 1944年）[46]
- 6月8日 - 森久和、日本の薬学者、慶應義塾大学名誉教授（* 1945年?）[47]
- 6月8日 - 佐藤久夫、日本のバスケットボール指導者、元教員、仙台大学付属明成高等学校バスケットボール部監督（* 1949年）[48]
- 6月8日 - 岩堀惠祐、日本の環境工学者、宮城大学名誉教授（* 1954年）[49]
- 6月9日 - アラン・トゥーレーヌ、フランスの社会学者（* 1925年）[50]
- 6月9日 - 平岩弓枝、日本の小説家、脚本家（* 1932年）[51]
- 6月9日 - 若柳禄寿、日本の舞踊家（* 1934年）[52]
- 6月9日 - 小田中聰樹、日本の法学者、東北大学名誉教授（* 1935年）[53]
- 6月9日 - 川口由一、日本の農家、自然農の実践者（* 1939年）[54]
- 6月9日 - デニス・ケスラー（英語版）、フランスの実業家、スコールCEO（* 1952年）[55]
- 6月10日 - ヤニス・マルコプーロス（英語版）、ギリシャの作曲家（* 1939年）[56]
- 6月10日 - セオドア・カジンスキー（通称：ユナボマー）、アメリカ合衆国のテロリスト、数学者（* 1942年）[57]
- 6月10日 - クライヴ・バーカー（英語版）、南アフリカ共和国の元サッカー選手。指導者、元同国代表監督（* 1944年）[58]
- 6月10日 - 井原康夫、日本の医学者、東京大学名誉教授（* 1945年）[59]
- 6月10日 - 羽山紀代美、日本の振付師、宝塚歌劇団元娘役（* 1945年）[60]
- 6月10日 - ヌッチョ・オルディネ、イタリアの文学者、哲学者（* 1958年）[61]
- 6月10日 - 林和之、日本の実業家、fonfun社長（* 1960年）[62]
- 6月11日 - 青木幹雄、日本の政治家、元参議院議員【自由民主党所属】、第64・65代内閣官房長官、第38・39代沖縄開発庁長官（* 1934年）[63]
- 6月11日 - 中島貞夫、日本の映画監督、脚本家（* 1934年）[64]
- 6月11日 - スナ・カン（英語版）、トルコのヴァイオリニスト（* 1936年）[65]
- 6月11日 - 保芦将人、日本の実業家、紀文食品代表取締役会長（* 1939年）[66]
- 6月11日 - 鈴木浩、日本の日本福音ルーテル教会牧師、ルーテル学院大学名誉教授（* 1945年）[67]
- 6月11日 - 河合民子、日本の作家（* 1949年?）[68]
- 6月11日 - パク・スリョン（朝鮮語版）、大韓民国の女優（* 1994年）[69]
- 6月11日 - マクシム・ボルドゥス、ウクライナのキックボクサー、志願兵（* 2000年）[70]
- 6月12日 - 清村隆壽、日本の英語学者、徳島大学名誉教授（* 1924年?）[71]
- 6月12日 - 杉下茂、日本の元プロ野球選手【中日ドラゴンズ・毎日大映オリオンズ所属】、元プロ野球監督【中日ドラゴンズ・阪神タイガース】（* 1925年）[72]
- 6月12日 - ジョン・ロミータ・Sr、アメリカ合衆国の漫画家（* 1930年）[73]
- 6月12日 - シルヴィオ・ベルルスコーニ、イタリアの政治家、実業家、第50・56・57・59代首相、ACミランオーナー兼会長（* 1936年）[74]
- 6月12日 - 北川正人、日本の実業家、経営コンサルタント、元千代田化工建設社長（* 1936年）[75]
- 6月12日 - トリート・ウィリアムズ、アメリカ合衆国の俳優（* 1951年）[76]
- 6月12日 - 馬場久敏、日本の医学者、福井大学名誉教授（* 1951年）[77]
- 6月12日 - ビャチェスラフ・ザイツェフ、ロシアの元バレーボール選手、1980年モスクワオリンピック金メダリスト（* 1952年）[78]
- 6月12日 - キャロル・H・クラーク、アメリカ合衆国の推理作家（* 1956年）[79]
- 6月12日 - ハーヴェイ・グランス（英語版）、アメリカ合衆国の元陸上競技選手、1976年モントリオールオリンピック4x100mリレー金メダリスト（* 1957年）[80]
- 6月12日 - セルゲイ・ゴリャチョフ（ロシア語版）、ロシアの軍人、陸軍少将、第35諸兵科連合軍参謀長（* 1970年）[81]
- 6月12日 - 佐藤仁、日本の俳優（* 1974年）[82]
- 6月12日 - パトリック・ガシーニカ（英語版）、アメリカ合衆国のスキージャンプ選手、2022年北京オリンピック同国代表（* 1998年）[83]
- 6月13日 - 黄永玉（中国語版）、中華人民共和国の版画家（* 1924年）[84]
- 6月13日 - 澤田正昭、日本の実業家、元松風社長（* 1930年）[85]
- 6月13日 - 牛尾治朗、日本の実業家、ウシオ電機設立者、元経済同友会代表幹事（* 1931年）[86]
- 6月13日 - コーマック・マッカーシー、アメリカ合衆国の小説家（* 1933年）[87]
- 6月13日 - 北村敬子、日本の会計学者、中央大学名誉教授（* 1945年）[88]。
- 6月14日 - チョン・インチョイ（張英才）、香港の歌手、俳優、声優（* 1934年）[89]
- 6月14日 - ヘンリー・ペトロスキー、アメリカ合衆国の工学者（* 1942年）[90]
- 6月14日 - ジョン・ホリンズ（英語版）、イングランドの元サッカー選手、指導者、元同国代表【チェルシーFCなどに所属】（* 1946年）[91]
- 6月14日 - ウラジーミル・シュメリョフ（ロシア語版）、ソビエト連邦の近代五種競技選手、1972年ミュンヘンオリンピック団体金メダリスト（* 1946年）[92]
- 6月15日 - 孫機（中国語版）、中華人民共和国の考古学者（* 1929年）[93]
- 6月15日 - 小桜京子、日本の女優、喜劇役者（* 1933年）[94]
- 6月15日 - グレンダ・ジャクソン、イギリスの女優、政治家（* 1936年）[95]
- 6月15日（訃報発表日） - 李春求、朝鮮民主主義人民共和国の脚本家（* 1943年?）[96]
- 6月15日 - ゴードン・マックイーン、スコットランドの元サッカー選手、指導者、元同国代表【マンチェスター・ユナイテッドFCなどに所属】（* 1952年）[97]

## 16日 - 30日

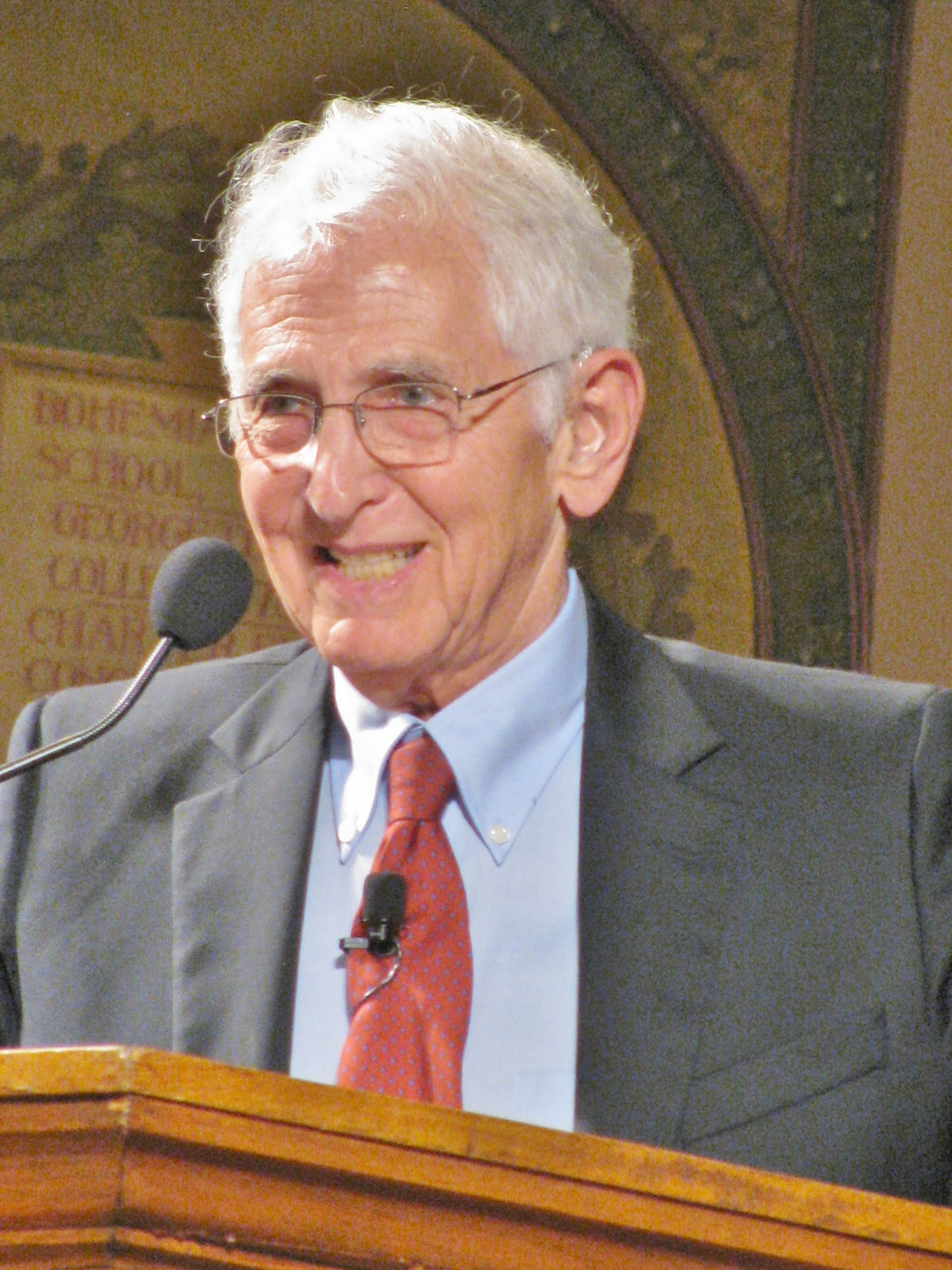
ダニエル・エルズバーグ／6月16日没

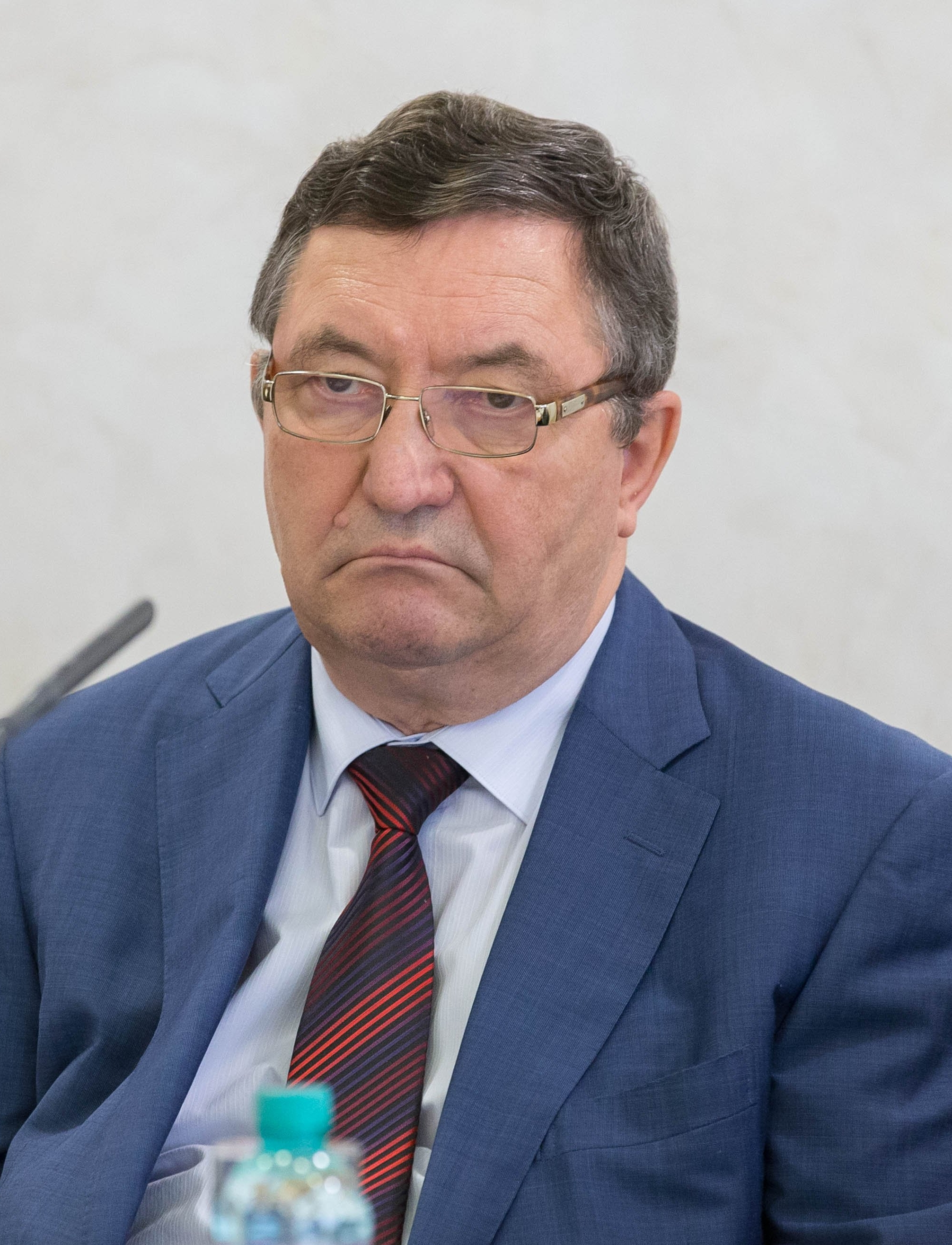
オレーグ・ベーチン／6月17日没

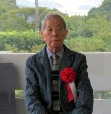
野見山暁治／6月22日没

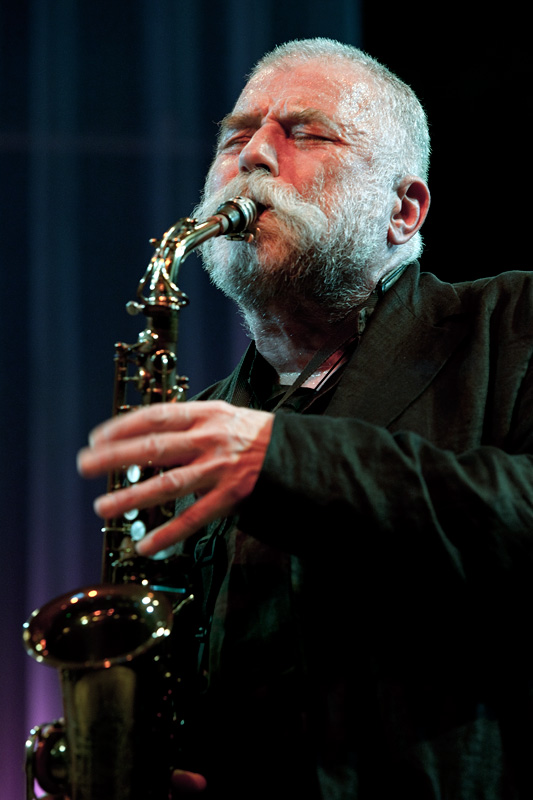
ペーター・ブロッツマン／6月22日没

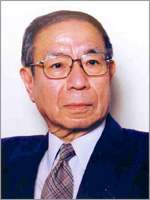
栗山昌良／6月23日没

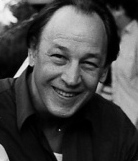
フレデリック・フォレスト／6月23日没

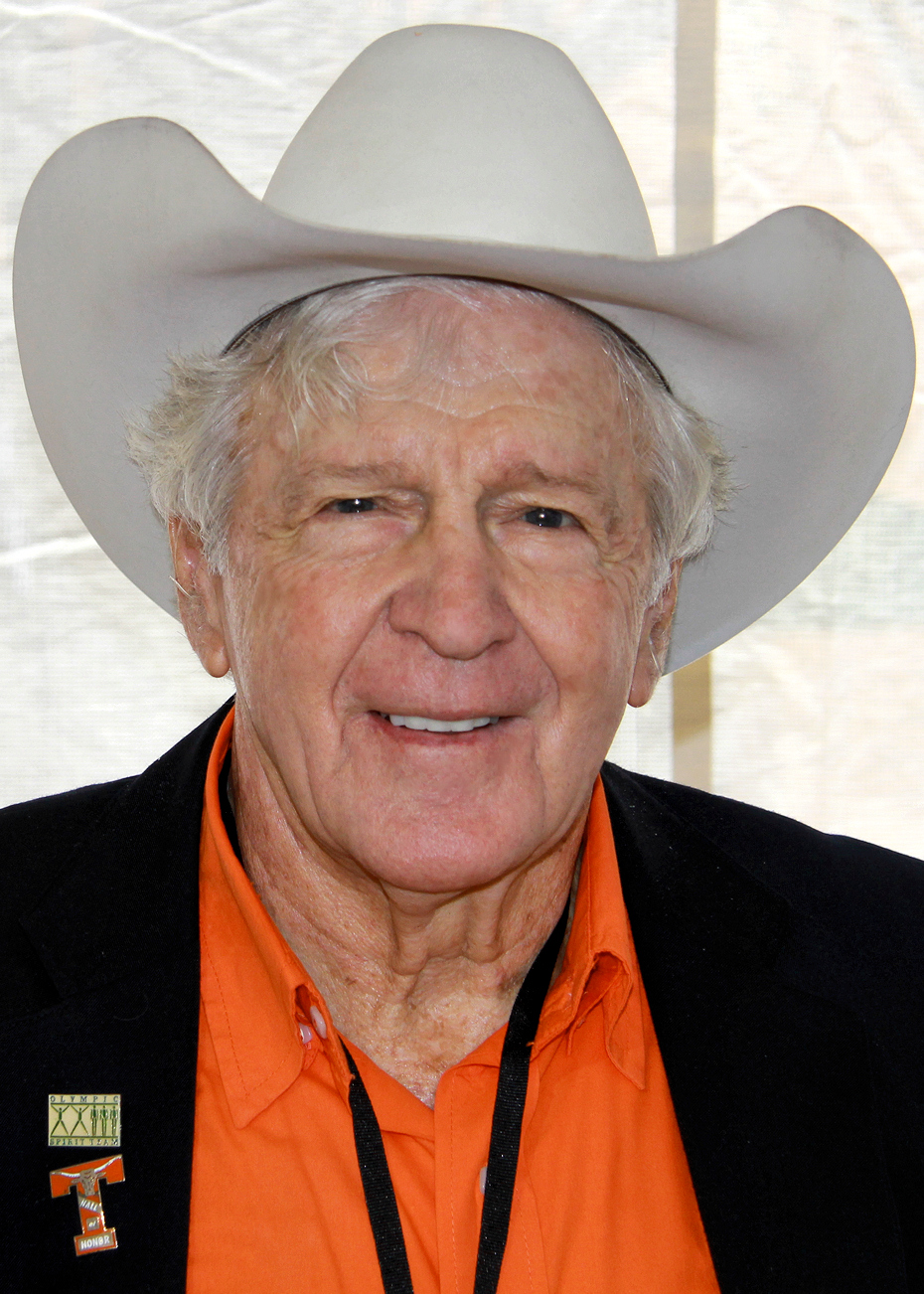
ディーン・スミス／6月24日没

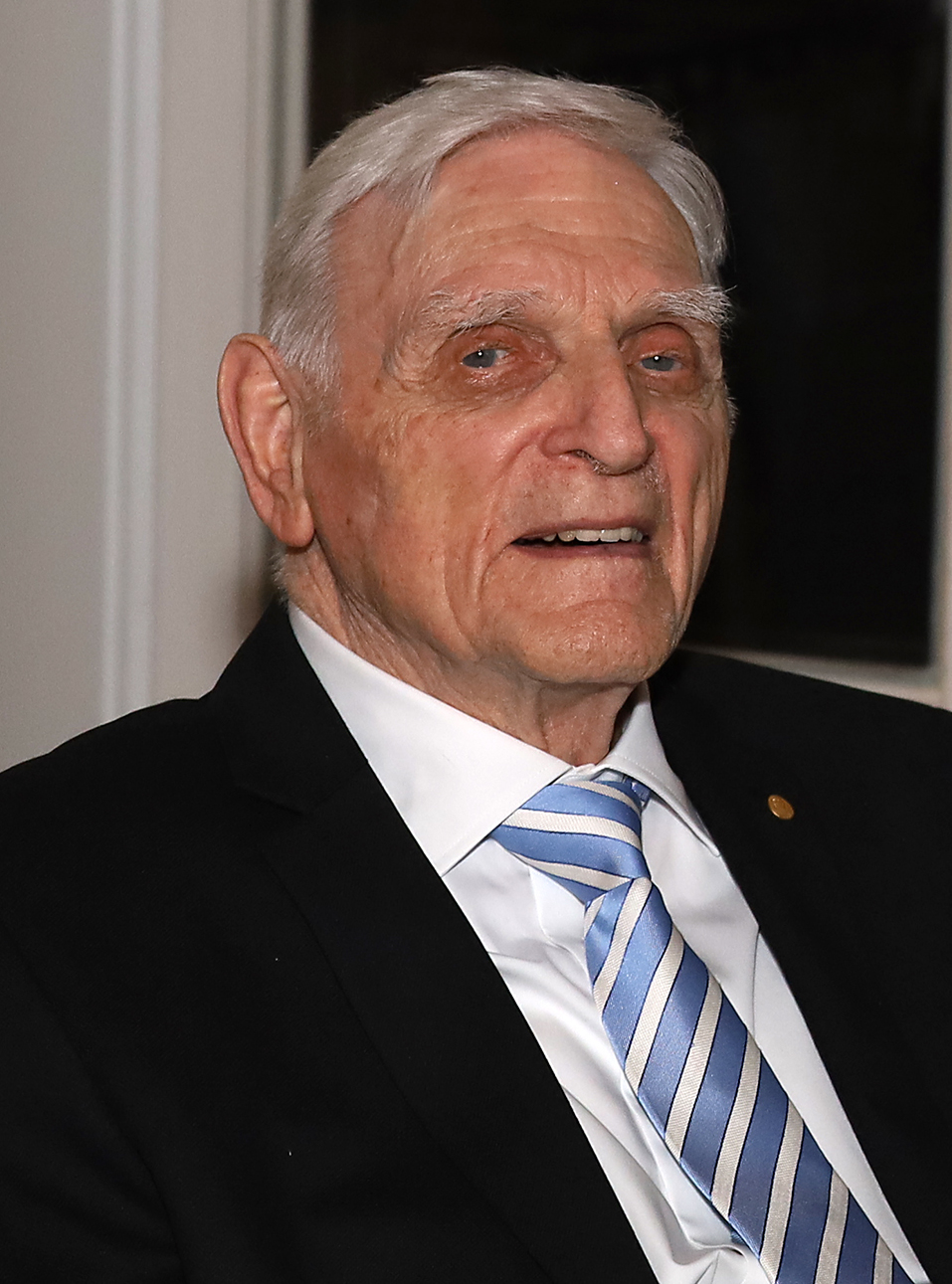
ジョン・グッドイナフ／6月25日没

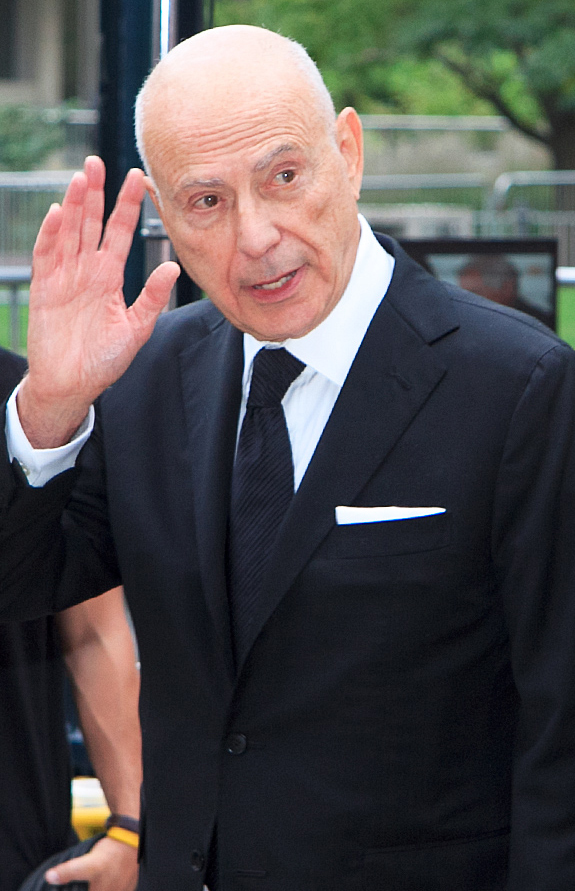
アラン・アーキン／6月29日没

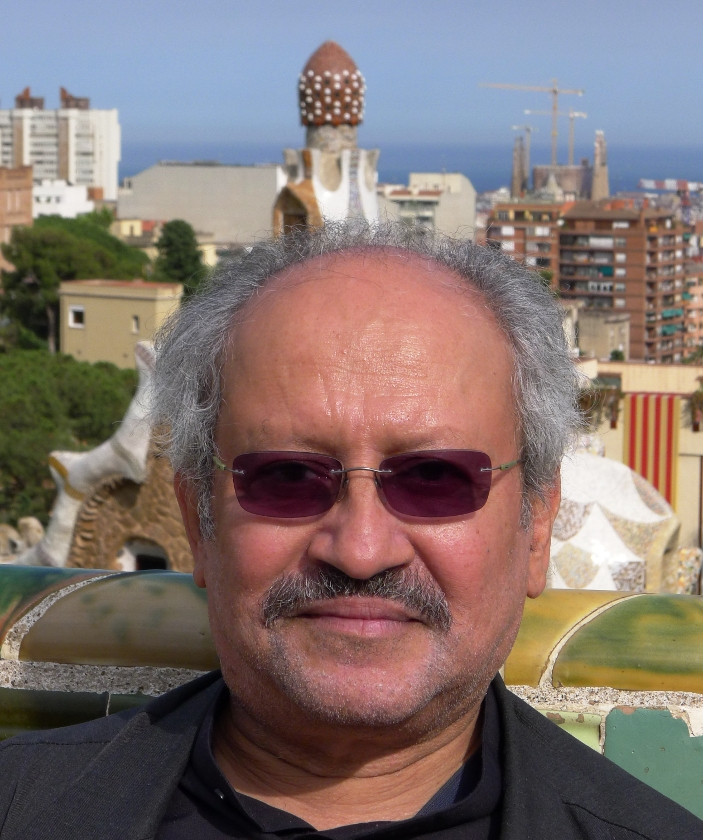
クラレンス・バーロウ／6月29日没

- 6月16日 - ベン・ヘルフゴット（英語版）、ポーランド出身のイギリスのホロコースト生存者、元重量挙げ選手、1956年メルボルン・1960年ローマオリンピック同国代表（* 1929年）[98]
- 6月16日 - ダニエル・エルズバーグ、アメリカ合衆国の経済学者、平和運動家（* 1931年）[99]
- 6月16日 - 小林靖男、日本の政治家、元茨城県藤代町長（* 1936年?）[100]
- 6月16日 - パクストン・ホワイトヘッド（英語版）、イギリスの俳優（* 1937年）[101]
- 6月16日 - 鎌倉矩子、日本の医学者（* 1939年）[102]
- 6月16日 - ボブ・ブラウン（英語版）、アメリカ合衆国の元アメリカンフットボール選手、プロフットボール殿堂（* 1941年）[103]
- 6月16日 - 北別府学、日本の元プロ野球選手【広島東洋カープ所属】、野球解説者（* 1957年）[104]
- 6月16日 - 坂見誠二、日本のストリートダンサー、振付師（* 1958年）[105]
- 6月16日 - ジーノ・メーダー（英語版）、スイスの自転車競技選手（* 1997年）[106]
- 6月17日 - グリゴリー・クリニショフ（英語版）、ロシアの核物理学者（* 1930年）[107]
- 6月17日 - オレーグ・ベーチン、ロシアの科学者、政治家、元タンボフ州知事（* 1950年）[108]
- 6月18日 - 飛鳥峯王、日本の舞踊家、日本舞踊飛鳥流初代家元（* 1929年）[109]
- 6月18日 - フェリツィヨナス・コンスタンティナス・フェダラヴィチュス、リトアニアの教育学者、ジャーナリスト、詩人（* 1938年）[110]
- 6月18日 - 田巻義孝、日本の教育学者、信州大学名誉教授（* 1944年）[111]
- 6月18日 - 万沙浪（中国語版）、台湾の歌手（* 1949年）[112]
- 6月18日 - テレサ・テイラー（英語版）、アメリカ合衆国のドラマー、バンド「バットホール・サーファーズ（英語版）」元メンバー（* 1962年）[113]
- 6月18日 - ビッグ・ポーキー、アメリカ合衆国のラップ歌手、ヒップホップグループ「スクリュード・アップ・クリック」メンバー（* 1974年）[114]
- 6月18日 - イム・ジヘ（朝鮮語版）（インブリー）、韓国の元レースクイーン、Youtuber（* 1986年）[115]
- 6月18日 - （潜水艇タイタン沈没事故の犠牲者）[116]
  - ポール＝アンリ・ナルジョレ（英語版）、フランスの探検家（* 1946年）
  - ストックトン・ラッシュ（英語版）、アメリカ合衆国の実業家、潜水艇会社「オーシャン・ゲート（英語版）」CEO（* 1962年）
  - ヘイミッシュ・ハーディング（英語版）、イギリスの実業家、探検家（* 1964年）
  - シャーザダ・ダウード（英語版）、パキスタン出身のイギリスの実業家、ダーウッド・ハーキュリーズ・コーポレーション（英語版）取締役、エングロ（英語版）副社長（* 1975年）
- 6月19日 - マックス・モラス（英語版）、アメリカ合衆国のラグタイムピアニスト（* 1926年）[117]
- 6月19日 - 羽佐間重彰、日本の実業家、元産業経済新聞社社長、元フジサンケイグループ代表（* 1928年）[118]
- 6月19日 - 関一雄、日本の国語学者、山口大学名誉教授（* 1934年）[119]
- 6月19日 - ガブリエレ・シュナウト（英語版）、ドイツのオペラ歌手（* 1951年）[120]
- 6月19日 - クラーク・ハガンス（英語版）、アメリカ合衆国の元アメリカンフットボール選手【ピッツバーグ・スティーラーズなどに所属】（* 1977年）[121]
- 6月19日 - あかじこう、日本のぷよぷよプレイヤー（* 1995年）[122]
- 6月20日 - 荒井茂雄、日本の画家（* 1920年）[123]
- 6月20日 - 寺西昭子、日本のピアニスト、桐朋学園大学名誉教授（* 1927年）[124]
- 6月20日 - ヴャチェスラフ・ナゴヴィツィン、ロシアの作曲家（* 1939年）[125]
- 6月20日 - 竹内英明、日本の政治家、神奈川県議会議員、元自由民主党神奈川県連幹事長、元神奈川県議会議長（* 1951年）[126]
- 6月20日 - 佐藤剛、日本の音楽プロデューサー、ノンフィクション作家（* 1952年）[127]
- 6月20日 - 小林信夫、イラストレーター（* 不明）[128]
- 6月20日 - ジョン・ワディントン（英語版）、イギリスのギタリスト、元ポップ・グループメンバー（* 1960年）[129]
- 6月20日 - チェ・ソンボン（朝鮮語版）、韓国の歌手（* 1990年）[130]
- 6月21日 - ブ・コアン（英語版）、ベトナムの政治家、元副首相（* 1937年）[131]
- 6月21日 - 河内悠紀、日本の検察官、弁護士、元大阪高等検察庁検事長（* 1940年）[132]
- 6月21日 - 門松正宏、日本の実業家、元旭硝子（現AGC）社長（* 1942年）[133]
- 6月21日 - ベニシア・スタンリー・スミス、イギリス出身のハーブ研究家、英会話学校経営者（* 1950年）[134]
- 6月21日 - 夏まゆみ、日本の振付師（* 1962年）[135]
- 6月22日 - 野見山暁治、日本の画家、東京芸術大学名誉教授（* 1920年）[136]
- 6月22日 - 27代木村庄之助、日本の元大相撲立行司（* 1925年）[137]
- 6月22日 - ハリー・マーコウィッツ、アメリカ合衆国の経済学者、ノーベル経済学賞受賞者（* 1927年）[138]
- 6月22日 - 梅村雅彦、日本の実業家、元フタバ産業社長（* 1929年?）[139]
- 6月22日 - 高橋城、日本の作曲家（* 1939年）[140]
- 6月22日 - ペーター・ブロッツマン、ドイツのジャズサクソフォン・クラリネット奏者（* 1941年）[141]
- 6月23日 - シェルドン・ハーニック（英語版）、アメリカ合衆国の作詞家、ソングライター（* 1924年）[142]
- 6月23日 - 栗山昌良、日本の演出家（* 1926年）[143]
- 6月23日 - ジェシー・マクレイノルズ（英語版）、アメリカ合衆国のブルーグラスミュージシャン（* 1929年）[144]
- 6月23日 - 丹羽厚悦、日本の銀行家、元山形銀行頭取（* 1930年）[145]
- 6月23日 - ポール・ドゥ・センヌヴィル、フランスの作曲家、音楽プロデューサー（* 1933年）[146]
- 6月23日 - フレデリック・フォレスト、アメリカ合衆国の俳優（* 1936年）[147]
- 6月23日 - 市原稔、日本の実業家、元芸映社長（* 1945年?）[148]
- 6月23日 - リー・ラウシュ（英語版）、アメリカ合衆国のドラマー、元メガデス・ダーク・エンジェルメンバー（* 1964年）[149]
- 6月23日 - ジミー・キム（英語版）、アメリカ合衆国のテコンドー選手、1988年ソウルオリンピックヘビー級金メダリスト（* 1967年）[150]
- 6月24日 - ディーン・スミス、アメリカ合衆国の元陸上競技選手、1952年ヘルシンキオリンピック4x100mリレー金メダリスト（* 1932年）[151]
- 6月24日 - 森本達幸、日本の元アマチュア野球選手・指導者、元奈良県立郡山高等学校監督（* 1934年）[152]
- 6月24日 - 山口流芳、日本の書家（* 1934年?）[153]
- 6月24日 - ラシェル・ヤカール、フランスのソプラノ歌手（* 1938年）[154]
- 6月24日 - 相馬幸雄、日本のインドネシア語学者、天理大学名誉教授（* 1946年）[155]
- 6月24日 - セドリック・ルセル（英語版）、ベルギーの元サッカー選手、元同国代表（* 1978年）[156]
- 6月25日 - ジョン・グッドイナフ、アメリカ合衆国の固体物理学者、ノーベル化学賞受賞者（* 1922年）[157]
- 6月25日 - 布上正之、日本の元陸上競技選手・指導者、元ホクレン女子陸上部監督（* 1933年?）[158]
- 6月25日 - 木村守男、日本の政治家、第14-16代青森県知事、元衆議院議員【新自由クラブ・自由民主党・新生党・新進党所属】（* 1938年）[159]
- 6月25日 - 大成浩、日本の彫刻家、東京造形大学名誉教授（* 1939年）[160]
- 6月25日 - 山崎正、日本のフリーアナウンサー、元仙台放送・中京テレビ・テレビ朝日アナウンサー（* 1944年）[161]
- 6月25日 - サイモン・クリーン（英語版）、オーストラリアの政治家、元オーストラリア労働党党首（* 1949年）[162]
- 6月25日 - 鄺業生（中国語版）、香港のテレビプロデューサー（* 1959年）[163]
- 6月25日 - 三条友美、日本の漫画家（* 生年非公表）[164]
- 6月26日 - ロイド・アースキン・サンディフォード（英語版）、バルバドスの政治家、元首相（* 1937年）[165]
- 6月26日 - クレイグ・ブラウン（英語版）、スコットランドの元サッカー選手・指導者、元同国代表・代表監督（* 1940年）[166]
- 6月26日 - 古今亭八朝、日本の落語家【落語協会所属】（* 1951年）[167]
- 6月26日 - 三輪哲、日本の実業家、メルヘンハウス創業者（* 1944年）[168]
- 6月26日（訃報発表日） - Akira Complex、アメリカ合衆国のミュージシャン（* 生年非公表）[169]
- 6月27日 - カルメン・セビラ（英語版）、スペインの女優（* 1930年）[170]
- 6月27日 - ボビー・オズボーン（英語版）、アメリカ合衆国のブルーグラスミュージシャン（* 1931年）[171]
- 6月27日 - ライアン・マレット、アメリカ合衆国の元アメリカンフットボール選手・指導者【ボルティモア・レイヴンズなどに所属】（* 1988年）[172]
- 6月27日 - ナエル・メルズーク（英語版）、フランスの男性（* 2006年）[173]
- 6月28日 - 嶺井政治、日本の実業家、元NHK沖縄放送局局長、元沖縄県副知事、元沖縄電力社長、会長（* 1922年）[174]
- 6月28日 - 長池辰三、日本の元競馬騎手、元調教助手【日本競馬会→日本中央競馬会所属】（* 1928年）[175]
- 6月28日 - 小森香子、日本の詩人、社会運動家（* 1930年）[176][177]
- 6月29日 - アンジェル・ワゲンシュテイン（英語版）、ブルガリアの脚本家（* 1922年）[178]
- 6月29日 - クリスティン・キング・ファリス（英語版）、アメリカ合衆国の人権活動家、マーティン・ルーサー・キングJrの姉（* 1927年）[179]
- 6月29日 - アラン・アーキン、アメリカ合衆国の俳優（* 1934年）[180]
- 6月29日 - アニタ・ウッド（英語版）、アメリカ合衆国の歌手、女優、エルヴィス・プレスリーの元ガールフレンド（* 1938年）[181]
- 6月29日 - 仲倉重郎、日本の映画監督、脚本家、作詞家（* 1941年）[182]
- 6月29日 - 堀忠雄、日本の政治家、京都府和束町長（* 1945年）[183]
- 6月29日 - クラレンス・バーロウ、イギリスの作曲家（* 1945年）[184]
- 6月29日 - ピーター・ホーベリー（英語版）、イギリスのカーデザイナー（* 1950年）[185]
- 6月29日 - タプリー・シートン（英語版）、セントクリストファー・ネイビスの政治家、第4代総督（* 1950年）[186]
- 6月29日 - モンテ・カザッツァ（英語版）、アメリカ合衆国の芸術家、作曲家（* 1954年）[187]
- 6月30日 - 朝倉隆、日本の音楽プロデューサー、元歌手・俳優（* 1951年）[188]
- 6月30日 - リック・フラバーグ（英語版）、アメリカ合衆国のミュージシャン、元ドライヴ・ライク・ジーヒューメンバー（* 1968年）[189]
- 6月30日 - ダレン・ドロズドフ、アメリカ合衆国の元アメリカンフットボール選手、元プロレスラー（* 1969年）[190]